# فرناندو دايز
فرناندو دايز (بالإسبانية: Fernando Díez)‏ هو لاعب اتحاد الرغبي إسباني، ولد في 23 سبتمبر 1974 في مدريد في إسبانيا.

## وصلات خارجية
- فرناندو دايز عل موقع إسبنسكروم (الإنجليزية)